# Édson Bindilatti
Edson Luques Bindilatti (Camamu, 13 de março de 1979) é um atleta de bobsleigh brasileiro. Participou de três edições dos Jogos Olímpicos de Inverno como integrante da equipe brasileira de bobsleigh, exercendo funções diferentes. Nos Jogos Olímpicos de Inverno de 2002 Bindilatti competiu como pusher e em 2006 como breakman. Atualmente é o piloto da equipe brasileira, tendo exercido esta função nos Jogos Olímpicos de Inverno de 2014.

## Carreira
Nascido na cidade baiana de Camamu, Edson Bindilatti começou a praticar atletismo aos 11 anos em Santo André, São Paulo. Edson praticou decatlo até 2009, quando deixou de competir devido à lesões. Como decatleta Bindilatti foi nove vezes campeão brasileiro, sendo seis como adulto. Atualmente exerce o papel de assistente-técnico da equipe de atletismo BM&FBOVESPA.
Como atleta do bobsleigh Edson Bindilatti estreou nos Jogos Olímpicos de Inverno em 2002 em Salt Lake City na função de pusher. Após quatro descidas, a equipe brasileira ficou em 27º lugar entre 33 trenós. Quatro anos mais tarde, Edson Bindilatii competiu nos Jogos Olímpicos de Inverno de 2006 como breakman. A equipe brasileira ficou com o 25º lugar na ocasião.
Sem conseguir a classificação para as Olimpíadas de 2010, a sua participação mais recente foi nos Jogos Olímpicos de Inverno de 2014, atuando como piloto do trenó brasileiro, ficando na 29ª posição entre 30 trenós.
Mesmo tendo participado dos Jogos Olímpicos na modalidade Four-man em todas as ocasiões, Edson Bindilatti também compete como piloto na modalidade Two-man, tendo participado de algumas competições de pequeno porte.